# Тинктуры
Тинкту́ры (ед. тинкту́ра от лат. tinctura — окрашивание) — название красок и покрытий (металлов, цветов и мехов) гербовых тел в геральдике.

## Особенности и правила
В классической геральдике признаются два металла: золото и серебро; пять цветов (финифтей, эмалей): червлень, лазурь, зелень, чернь и пурпур. Также применяются два меха: горностаевый и беличий. В виде исключения допускаются дополнительные цвета (финифти, эмали), где это необходимо, например: телесный цвет, оранжевый, коричневый.
Один из важнейших принципов геральдики (т. н. правило тинктур): не помещать финифть на финифть, а металл на металл. Если же случалось отдельное отступление от этого принципа, то было абсолютно необходимо обозначить (фр. enquerir) уважительную причину нарушения правила. Это установление возникло в средневековье, когда от быстрой идентификации рыцарей зависела жизнь. К примеру, золото на серебре или лазурь на черни будут трудноразличимы на поле битвы. Правило допускает лишь частичное проникновение на гербах со сложной композицией. Самым известным исключением являлся средневековый герб Иерусалимского королевства с золотыми крестами на серебряном фоне, однако некоторые герольды предполагают, что кресты изначально являлись червлёными, но средневековые технологии крашения и окисление материалов привело к изменению изначального цвета. Возможен также вариант, что исключение из правила возникло специально, чтобы подчеркнуть особое положение и святость города.
Показательным примером соблюдения правила тинктур служит пример одиночных, однородных и/или однотипных фигур помещаемых в разноокрашенные поля. На границе указанные фигуры меняет свою окраску с металлической на эмалевую (и наоборот), переменную с полями металла и финифти. Исключением являются ординарные (геральдические) фигуры, которые «старее самого правила о тинктурах»; покрытые мехами или натурального цвета финифтями; сюда же относятся и составленные (многократно разделённые) фигуры; значимые атрибуты гербовых фигур, выделенные цветом, например, языки, когти, клювы, чешуя и т. п.; элементы субординарных гербовых фигур. Случались и явные исключения-казусы, когда на старых гербах золото от времени краснело, а серебро становилось синим или чёрным.
Тинктуры разделяются на естественные и искусственные: к первым, например, относится покрытие части человеческого тела, изображённой в гербе естественным цветом, а также, порой, меха. К искусственным тинктурам причислены металлы и финифти. Если цвет гербового тела совпадает с его прототипом, например — чёрная собака, то в этом случае естественный и искусственный цвета почитается за один. Допускается наложение на гербовые тела тинктур, отличных от их подлинников. Например, зелёный лев, золотой осёл и т. д. Полутона и оттенки геральдикой отвергаются.
Даже простой окрашенный щит без любых фигур на нем может являться гербом. Так, например:
- золотой щит — герб немецкого рода Боссенштейн;
- серебряный щит — герб польского рода Биельских;
- червлёный щит — герб безымянного поэта-рыцаря, упоминаемого цюрихским «Манесским кодексом» (XIV век);
- зелёный щит — герб испанского рода Прадо;
- чёрный щит — герб французского рода Gournay;
- синий щит — герб французского рода de Barge.

Применение тинктур позволяет разнообразить число вариантов традиционно немногочисленных в геральдике фигур, привнести оттенки смысла в их трактовку. Удачный выбор красок позволяет добиться удобочитаемости герба на дальнем расстоянии и при уменьшении на печати, его лёгкого запоминания и узнаваемости.
В реальных гербах использовались натуральные материалы или соответствующие по цвету и виду заменители. В описании герба (блазоне) тинктуры всегда обозначаются строго определёнными терминами, вне зависимости от оттенка, сорта краски, конкретного металла, посредством которых они символически переданы на рисунке.

## Основные тинктуры и их символика

### Классические металлы
| Русское название | Французское/английское название | Шраффировка | Цвет                               |
| ---------------- | ------------------------------- | ----------- | ---------------------------------- |
| Зо́лото           | Or                              |             | все оттенки жёлтого                |
| Серебро́          | Argent                          |             | все оттенки белого и светло-серого |

### Классические финифти (эмали)
| Русское название | Французское/английское название | Шраффировка | Цвет                                                             |
| ---------------- | ------------------------------- | ----------- | ---------------------------------------------------------------- |
| Че́рвлень         | Gueules/Gules                   |             | все оттенки красного                                             |
| Лазу́рь           | Azur/Azure                      |             | все оттенки синего и голубого                                    |
| Зе́лень           | Vert                            |             | все оттенки зелёного                                             |
| Чернь            | Sable                           |             | чёрный или тёмно-серый                                           |
| Пу́рпур           | Pourpre/Purpure                 |             | фиолетовый, холодно-малиновый, сиреневый и цвет запёкшейся крови |

### Символика тинктур
Одна из возможных трактовок символики геральдических цветов приведена в книге французского автора, масона Жерара де Сорваля «Потайной язык герба»:
| Тинктуры                            | серебро (белый)  | чернь (чёрный)               | червлень (красный)  | лазурь (синий) | золото (жёлтый)        | зелень (зелёный) | пурпур (фиолетовый)     |
| ----------------------------------- | ---------------- | ---------------------------- | ------------------- | -------------- | ---------------------- | ---------------- | ----------------------- |
| Небесные светила и боги             | Луна Артемида    | Сатурн                       | Марс                | Юпитер         | Солнце Аполлон         | Венера           | Меркурий                |
| Знаки зодиака                       | Рыбы Водолей     | Козерог Весы                 | Овен Скорпион       | Дева Близнецы  | Лев                    | Телец Рак        | Овен Стрелец            |
| Металлы                             | серебро          | свинец                       | железо              | олово          | золото                 | медь             | ртуть                   |
| Драгоценные камни                   | жемчуг           | чёрный жемчуг алмаз обсидиан | рубин               | сапфир         | хризолит топаз         | изумруд          | гранат аметист          |
| Стихии                              | вода             | земля                        | огонь               | воздух         | эфир                   |                  |                         |
| Стороны света                       | запад            | север                        | юг                  | восток         | центр                  | надир            | зенит                   |
| Дни недели                          | понедельник      | суббота                      | вторник             | четверг        | воскресенье            | пятница          | среда                   |
| Времена года                        |                  | зима                         |                     | осень          | лето                   | весна            |                         |
| Темпераменты                        | флегматик        | меланхолик                   | холерик             |                | сангвиник              |                  |                         |
| Возраст человека                    | детский          | дряхлый                      | подростковый        | старейшина     | взрослый               | юношеский        | мальчиковый             |
| Душевные черты                      | воображение      | память                       | чувства             | разум          | воля                   | сознание         | интеллект               |
| Семь свободных искусств             | грамматика       | риторика                     | диалектика (логика) | арифметика     | геометрия              | музыка           | астрономия              |
| Мирские добродетели                 | чистота          | смирение                     | щедрость            | правдивость    | благородство знатность | терпение         | великодушие             |
| Главные и религиозные добродетели   | благоразумие     | умеренность                  | мужество            | справедливость | вера                   | надежда          | любовь                  |
| Смертные грехи                      | уныние (лень)    | похоть чревоугодие           | гнев                | алчность       | ложь                   | зависть          | гордыня                 |
| Величайшие блага (ступени познания) | богобоязненность | благочестие                  | сила                | наука          | совет                  | разум            | мудрость                |
| Таинства                            | крещение         | исповедь                     | соборование         | миропомазание  | причастие              | венчание         | рукоположение           |
| Стадии Великого делания             | дистилляция      | кальцинация                  | гниение             | солюция        | коагуляция             | вивификация      | проекция мультипликация |
| Сфирот (Древо Жизни)                | Малхут (царство) | Йесод (основа)               | Ход (слава)         | Нецах (победа) | Тиферет (красота)      | Гвура (сила)     | Хесед (милость)         |

## Дополнительные тинктуры
В западноевропейской (в основном в английской) геральдике есть, помимо классических, также несколько редких тинктур, вошедших в употребление с 1600 года: Orange, Tenne, Murrey, Sanguine и прочие, причём в некоторых источниках Orange отождествляется с Tenne, а Murrey с Sanguine. Есть разночтения и в их графическом обозначении.

### Стандартные английские финифти (эмали)
| Русское название | Французское/английское название  | Шраффировка | Примечание                                                                                                   |
| ---------------- | -------------------------------- | ----------- | --- |
| Оранжевый        | Orange                           |             | Изображается вертикальными пунктирными линиями. Может отождествляться с tenné.                               |
| Коричневый       | Brunatre (Tenne) / Brown (Tawny) |             | Показывается пересекающимися диагональными линиями справа, как зелень, и вертикальными линиями, как красный. |

### Прочие западноевропейские финифти (эмали)
| Русское название       | Французское/английское название | Шраффировка | Примечание |
| ---------------------- | ------------------------------- | ----------- | --- |
| Коричневый (оранжевый) | Tenné                           |             | Показывается пересекающимися диагональными линиями слева, как пурпур, и горизонтальными линиями, как лазурь, (или диагональными линиями справа, как зелень, и вертикальными линиями, как красный). Может отождествляться с коричневым. |
| Багрово-пурпурный      | Murrey                          |             | Показывается пересекающимися правыми и левыми диагональными полосами. |
| Кровяной               | Sanguine                        |             | Показывается пересекающимися горизонтальными линиями, как лазурь, и диагональными линиями справа, как зелень. Может отождествляться с багрово-пурпурным.                                                                               |
| Небесно-голубой        | Bleu-celeste                    |             | В классических геральдических правилах оттенки цветов игнорируются. Цвет обычно отождествляется с лазурью. |
| Пепельно-серый         | Cendree                         |             | |
| Розовый                | Rose                            |             | В классических геральдических правилах оттенки цветов игнорируются. Цвет обычно отождествляется с пурпуром. |

Эти тинктуры не принадлежат ни к финифтям, ни к металлам, ни к мехам и классифицируются как оттенки, «натуральные цвета». В геральдике, когда речь идёт о фигуре, окрашенной такими цветами, всегда применяется термин натурально окрашенная. В классической геральдике действует принцип, согласно которому вместо натуральных цветов подбирались наиболее подходящие к ним по характеру геральдические тинктуры.
Использование этих нестандартных цветов нежелательно.

### Дополнительные металлы
В геральдике некоторых стран присутствуют дополнительные металлы. Так в польской геральдике встречается сталь, а в канадской — медь.
| Русское название | Французское/английское название | Шраффировка | Примечание |
| ---------------- | ------------------------------- | ----------- | ---------- |
| Сталь            |                                 |             |            |
| Медь             |                                 |             |            |

## История
Некоторые исследователи проводили зависимость между употреблением основных цветов в средневековой турнирной геральдике и применением таковых же у римлян и византийцев в цирковых играх, где партии соперников различались цветами своих одежд. Подобные игры вошли в обычай также в римских провинциях.
Согласно трактату «L’arbre des batailles», времен французского короля Карла V (XIV в.) изначально в геральдике использовались лишь четыре цвета: красный, синий, белый и черный. Вскоре прибавились зеленый, желтый (золотой), и пурпурный, а в английских гербах, кроме того, появился оранжевый. В связи с распространением обычая украшения щитов золотом и серебром, около 1400 года утвердилось разделение тинктур на благородные металлы и финифти. Белый и жёлтый, заменявшие металлы, как самостоятельные цвета более не именовались.
Изучение частоты использования цветов и металлов во Франции показало, что, если в средневековье преобладающим цветом считался красный, то начиная с XIII века происходил стабильный рост в употреблении на гербах синего цвета, который в XVII веке стал первенствовать за счёт применения его в гербах простолюдинов-ротюрье (хотя в гербах знати доминирующим остался красный). Сегодня синий остаётся предпочтительным цветом в европейской геральдике, оставляя прочие тинктуры далеко позади, хотя в Древнем Риме он считался «варварским», а в эпоху царствования Карла Великого никакой представитель знати не позволил бы себе появиться прилюдно в одежде синего цвета, так как она обычно предназначалась для будней. Синий стал восприниматься как изысканный только во времена Людовика Святого. Самым редким цветом в геральдике (из основных) во все времена являлся зелёный.